# Felice Beato
Felice Beato (nascido a 1825 ou 1834 e falecido, provavelmente, em 1907) foi um fotógrafo Ítalo-britânico. Foi um dos primeiros a fotografar a Ásia Oriental e um dos primeiros fotojornalistas de guerra. Também é conhecido pelos seus retratos, vistas e panorâmicas de alguns pontos notáveis da arquitectura e paisagem da Ásia e do Mar Mediterrâneo. Como viajou por diversos locais, teve a oportunidade de criar imagens poderosas e perenes relacionadas com povos, culturas e acontecimentos estranhos para a maioria dos povos ocidentais. É graças ao seu trabalho que hoje temos imagens de acontecimentos como a Rebelião Indiana de 1857 e da Segunda Guerra do Ópio. As suas fotografias representam a primeira obra substancial do que viria a ser o fotojornalismo. Teve um impacte importante em outros fotógrafos, especialmente no Japão, onde deixou uma marca profunda entre discípulos fotógrafos e artistas.

## Origens e identidade
As origens e identidade de Felice Beato têm sido muito discutidas. Era, indubitavelmente, um súbdito britânico, mas nasceu, provavelmente, em território Veneziano em 1825 ou 1834. Talvez tenha, ainda, nascido na ilha de Corfu, que foi uma possessão Veneziana até 1814, altura em que foi adquirida pela Grã-Bretanha, antes de ser cedida à Grécia em 1864. Sabe-se que nasceu alguém em Corfu com o nome de Felice Beato cerca do ano de 1834, o que poderá explicar o seu estatuto como súbdito Britânico e Veneziano.

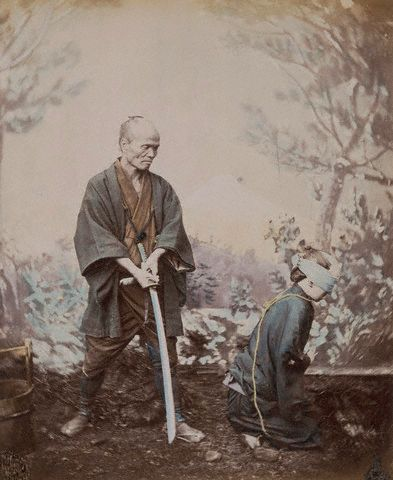
Foto, de Felice Beato, de uma execução no Japão.

## Fotografias notáveis
- Balaklava Harbour, Crimeia (com, ou como assistente de James Robertson)

Vista do porto de Balaklava, Crimeia (com James Robertson) (1855)
- Interior do Secundra Bagh depois da chacina de 2 000 rebeldes pelo 93.º de Highlanders and e o 4.º Regimento do Punjab.

Imagem da ruínas do Palácio Sikandarbagh, com os restos mortais de rebeldes in the foreground, em Lucknow, na Índia (1858)
- Palácio de Chutter Manzil, com o Barco Real em forma de peixe

Vista de um dos Chattar Manzil, Palácios guarda-chuva, mostrando o barco real no rio Jumma (hoje chamado rio Yamuna) à direita, Lucknow, Índia (1858 - 1860)
- Ângulo interior do Forte Norte imediatamente após a sua captura, 21 de Agosto de 1860

Vista parcial das ruínas do Forte cimeiro de Taku-norte, mostrando soldados mortos , Taku (hoje Dagu), perto de Tientsin (hoje Tianjin), China
- Lado Norte e Oriental da Muralha de Pequim

Panorama do recanto nordeste das muralhas e da Porta Dongzhi, na Inner City, Pequim (hoje, Beijing), China (1860)
- Palácio Imperial de Verão antes do Incêndio, Yuen-Ming-Yuen (sic), Pequim, 18 de Outubro de 1860

Vista do Belvedere do Deus da Literatura [Wen Chang Di Jun Ge] (hoje conhecido como Estúdio da Prosperidade Literária ou Wen Chang Ge), Jardim of the Clear Ripples [Qing Yi Yuan] (hoje conhecido como Palácio de Verão ou Yihe Yuan), Pequim, China
- Retrato do Príncipe Kung, Irmão do Imperador da China, que assinou o tratado de 1860

Retrato do Príncipe Yixin (também conhecido como príncipe Gong), filho do Imperador Daoguang da China, sentado numa cadeira, em Pequim, China
- Daibootes[ligação inativa]

Vista do Daibutsu [Grande Buda], Templo Kotokuin, Kamakura, Japão
- Cena ao longo de Tokaido

Vista de habitações e gente em Tokaido, Japão
- The Ford at Sakawa-Nagawa

Carregadores passando um rio a vau, Japão
- Lord Shimazu's quarters, Edo[ligação inativa]

Vista parcial da residência do clã do daimyo Takanawa, em Shimazu (ou Satsuma) na estrada de Tokaido , Edo (hoje, Tóquio), Japão
- Woman Using Cosmetic

Retrato de uma mulher usando cosméticos, Japão